# Aleja Niepodległości w Mińsku
Aleja Niepodległości (biał. Праспект Незалежнасці, ros. Проспект Независимости) – główna ulica w Mińsku. Prospekt Niepodległości przecina Mińsk promieniście od środka w kierunku północno-wschodnim. Długość prospektu wynosi około 15 km.
W ciągu alei występuje łącznie pięć placów: Michaiła Kalinina, Jakuba Kołasa, Zwycięstwa, Październikowy i Niepodległości. Na przestrzeni lat aż czternaście razy zmieniano nazwę arterii.
Droga na odcinku od skrzyżowania z ulicą Lenina do granicy miasta stanowi fragment przebiegu drogi magistralnej M2, łączącej centrum miasta z portem lotniczym Mińsk.

## Ważniejsze obiekty
Przy alei znajdują się następujące obiekty (z zachodu na wschód):
- Plac Niepodległości
  - Dom Rządu
  - Ratusz
  - Kościół Świętego Szymona i Świętej Heleny
  - Białoruski Uniwersytet Państwowy
- siedziba Komitetu Bezpieczeństwa Państwowego
- Plac Październikowy(inne języki)
  - Pałac Republiki
  - Muzeum Wielkiej Wojny Ojczyźnianej
  - Państwowa Hala Widowiskowo-Sportowa
  - Centralny Dom Oficerów
  - Pałac Kultury
- Ogród Aleksandra
- Park Janki Kupały
- Park Gorkiego
- Plac Zwycięstwa
- Kościół św. Rocha (św. Trójcy)
- Plac Jakuba Kołasa
- Plac Michaiła Kalinina
- Centralny Ogród Botaniczny Narodowej Akademii Nauk
- Park Czeluskińców
- Biblioteka Narodowa Białorusi

## Obiekty na liście światowego dziedzictwa
Zespół architektoniczny alei Franciszka Skaryny pochodzący z lat 40. i 50. XX wieku znajduje się na liście światowego dziedzictwa UNESCO.